# Blockchain as a service
Blockchain-as-a-Service (BaaS) reprezintă crearea și gestionarea de către o terță parte a rețelelor bazate pe cloud pentru companiile care dezvoltă aplicații blockchain. Acest tip de serviciu cloud permite utilizatorilor să opereze aplicații, contracte inteligente și funcții  blockchain fără a fi nevoite să dezvolte și să gestioneze propriile infrastructuri. BaaS se bazează pe modelul software as a service (SaaS) și funcționează într-un mod similar. 
Furnizorul de servicii cloud este responsabil pentru gestionarea sarcinilor și activităților necesare pentru a menține infrastructura operațională, oferă activități de asistență, găzduire, gestionarea lățimii de bandă, alocarea resurselor și securitatea datelor. 
Blockchain as a service poate fi configurat în rețeaua blockchain pe orice platformă blockchain, cum ar fi Ethereum, Hyperledger Fabric, Corda, Bitcoin, Chain Core, BlockApps sau Quorum.
BaaS este o parte importantă a blockchain care stimulează adoptarea blockchain în cadrul întreprinderilor și contribuie la dezvoltarea tehnologiei blockchain. Soluții BaaS sunt integrate pentru managementul lanțului de aprovizionare, plăți și tranzacții, carduri inteligente, telecomunicații etc.
Furnizori importanți de servicii cloud care oferă blockchain ca serviciu, sunt Microsoft, IBM, Amazon, Oracle, SalesForce, PayStand, Alibaba, Baidu, R3 Corda.

## Exemple

### Furnizori de servicii cloud care oferă blockchain-as-a-service
- Microsoft: în colaborare cu ConsenSys introduce Ethereum blockchain-as-a-service pe Microsoft Azure în 2015, un serviciu conceput pentru a ajuta utilizatorii să-și creeze mediile blockchain pe Azure Cloud. În 2017, Microsoft a lansat și serviciul Enterprise Smart Contracts care oferă utilizatorilor toate instrumentele necesare pentru a-și crea propriile servicii Blockchain.[4]

- Amazon Cloud: Blockchain Templates este serviciul BaaS al AWS, care a introdus Amazon Managed Blockchain, un serviciu care facilitează dezvoltarea proiectelor bazate pe blockchain folosind cadre open source, inclusiv Ethereum și Hyperledger Fabric.[5]

- IBM Blockchain: permite companiilor să dezvolte și să opereze rapid și rentabil un ecosistem blockchain pe o platformă cloud flexibilă.[6]

- Alibaba Cloud: oferă Alibaba BaaS, un serviciu menit să ajute utilizatorii să creeze medii sigure pentru implementarea Blockchain pe cadrele Hyperledger Fabric și Ant Blockchain.[7]

- Oracle Clouds: serviciul se bazează pe registrul Linux Hyperledger Fabric și permite companiilor să exploateze blockchain-ul printr-o abordare gestionată. Mai recent, Oracle a lansat și Oracle Applications Cloud, o nouă suită de aplicații SaaS concepute pentru a îmbunătăți transparența și trasabilitatea lanțului de aprovizionare. [8]

- Baidu Blockchain: bazat direct pe o tehnologie proprie, acest serviciu își propune să faciliteze tranzacțiile și urmărirea acestora datorită tehnologiei registrului contabil distribuit.[9]

- Huawei Blockchain Service: se bazează pe registrul Linux Hyperledger Fabric 1.0. Tehnologia este destinată lanțului de aprovizionare, serviciilor publice precum verificarea identității și auditului financiar.[10]

### Companii axate exclusiv pe blockchain-as-a-service
- Bloq: dezvoltă aplicații pe baza blockchain-urilor existente, împrumutând infrastructura.[11]
- Nodesmith: oferă noduri blockchain modificate pentru performanță, timp de funcționare și scalabilitate mai bune. Garantează redarea rapidă a datelor datorită stratului inteligent de cache. Este destinat în principal dezvoltatorilor Web3. [12]
- Nextcloud: este o suită de software client-server pentru crearea și utilizarea serviciilor de găzduire a fișierelor.[13]
- Dragonchain: asigură o migrare ușoară la blockchain cu mai multe aplicații pentru tehnologie financiară, gestiunea lanțului de aprovizionare, identitate descentralizată, IoT și managementul datelor senzorilor.[14]
- Corda: este un registru financiar dezvoltat de R3, care efectuează tranzacții direct, în strictă confidențialitate.[15]
- Blockstream: produsul său principal este Liquid Network, o rețea sidechain pentru tranzacții mai rapide și private. În plus, Blockstream are portofelul digital Aqua și un portofel hardware pentru rețelele lichide și bitcoin, Jade.[16]
- Paystand: specializată în trimiterea și primirea plăților între companii, folosește un blockchain hibrid pentru a face înregistrările ușor de verificat, menținând în același timp confidențialitatea.[17]
- iCommunity: prezintă o platformă pentru dezvoltarea aplicațiilor blockchain fără cod. Oferă opțiunea de dezvoltare pe mai multe blockchain-uri, certificare și trasabilitate la fiecare intrare de date.[18][19]